# Guadalete (DM-5)
El Guadalete (DM-5) fue un dragaminas de la clase Bidasoa perteneciente a la Armada Española. Estuvo en servicio activo entre 1946 y el 25 de marzo de 1954, fecha en la que se hundió en el estrecho de Gibraltar, pereciendo 34 de sus tripulantes. El naufragio significó uno de los incidentes más luctuosos de la Armada Española en tiempos de paz en el siglo XX.

## Características
La clase Bidasoa, a la que pertenecía el Guadalete, fue una serie de dragaminas construidos después de la Guerra Civil Española cuyo diseño comenzó a principios de la década de 1940. La propia contienda había ocasionado el problema de tener que desmantelar numerosas minas navales, siendo una de las razones que motivaron la necesidad de una nueva clase de dragaminas. Los Bidasoa se basaron en el diseño de los Minensuchboot 1940 de origen alemán, caracterizándose por un escaso calado que les permitía operar cómodamente en las aguas poco profundas y tranquilas del mar Báltico, además de en entornos fluviales. Su origen les valió el apodo de "dragaminas del Báltico" y desde un comienzo se comprobó que estas naves eran poco aptas en mar abierto con mala mar, teniendo problemas de navegabilidad. La propulsión de los dragaminas clase Bidasoa estaba confiada a dos calderas de carbón que alimentaban dos máquinas de vapor de triple expansión y un motor auxiliar diésel, aunque una segunda clase derivada de los Bidasoa y con mejoras, la clase Guadiaro, empleaba propulsión diésel exclusivamente.

## Historia
El dragaminas Guadalete fue botado el 18 de octubre de 1944 en los astilleros de la Sociedad Española de Construcción Naval en Ferrol (Galicia). Causó alta en la Armada Española el 17 de diciembre de 1946, siendo asignado en un primer momento a la 2.ª Escuadrilla de Dragaminas con base en Cádiz. Sin embargo, las características de la clase Bidasoa y la carencia de la tecnología necesaria para operar como dragaminas motivaron su traslado a la 3.ª División de la Flota en la cual pasó a desempeñar labores de patrulla y vigilancia del Protectorado de España en Marruecos, operando desde el puerto de Ceuta.

### Hundimiento
A las 22 horas del 24 de marzo de 1954, el dragaminas Guadalete comenzó una misión de patrulla rutinaria entre las ciudades de Ceuta y Melilla, cubriendo buena parte de la costa mediterránea del Protectorado. Nada más doblar península de Almina después de zarpar de Ceuta se hizo patente que las condiciones de la mar no eran buenas, por lo que el comandante ordenó poner rumbo sursureste para luego pasar a rumbo 115° alcanzado cabo Negro, pensando que el mal tiempo remitiría. Ya en la madrugada del día 25, el jefe de máquinas alertó de la imposibilidad de mantener una velocidad constante debido a las limitaciones de la caldera de carbón en la mar agitada y a que el propio carbón, de por sí con poca capacidad calorífica, se había mojado con agua marina. Eso impidió al Guadalete navegar por encima de los 8 nudos considerados como velocidad mínima de seguridad para mantener el gobierno del buque. A 60 millas de Alhucemas, en cuyo resguardo se pensaba fondear a la vista de la situación, el comandante, asesorado por los oficiales, ordenó dar media vuelta debido al peligro que corría el dragaminas y poner de nuevo rumbo a Ceuta. A la mañana del día 25 la situación empeoró al no poder conseguir elevar la velocidad del buque, perdiendo capacidad de gobierno. El Guadalete navegaba además en una mar picada con un fuerte cabeceo debido a un desequilibrio de peso entre las carboneras y a la progresiva entrada de agua. La situación de emergencia empeoró con la pérdida de comunicaciones con tierra.
A pesar de los esfuerzos de la tripulación, la situación del Guadalete se fue agravando a lo largo de la jornada del día 25. Cada vez se hacía más difícil mantener el gobierno del dragaminas por la bajas revoluciones que rendía la sala de máquinas y existían varios compartimentos de proa inundados que hacían peligrar el funcionamiento de la caldera. A las 13 horas se consiguió alcanzar el estrecho de Gibraltar, pero el Guadalete había quedado a la deriva por el fallo del servomotor del timón. Mientras, la tripulación se centraba en intentar recuperar la presión de la caldera, empleando otros materiales combustibles además del carbón, el cual estaba ya completamente empapado. Los fuertes vaivenes provocaron la entrada de agua en la caldera, lo cual condujo a su apagado y la pérdida total de gobierno sobre el Guadalete. Se reunió a la tripulación en cubierta y se dispusieron las barcazas. Ante la falta de alternativas y la mar embravecida, el comandante ordenó abandonar el buque pasadas las 18 horas. Finalmente el dragaminas Guadalete se hundió 18:30 horas del 25 de marzo en aguas del estrecho de Gibraltar, a la distancia de 19 millas del puerto de Ceuta y 30 al sur de Marbella.
Los náufragos que escaparon del hundimiento del Guadalete permanecieron en dos grupos separados. La bravura del mar había hundido todas las barcazas excepto una. A la media hora del hundimiento apareció el Podestá, un buque mercante italiano, que pudo socorrer a uno de los dos grupos de náufragos. Dos horas después, anocheciendo, se pudo localizar a los sobrevivientes del segundo grupo. El contramaestre del Guadalete fue el último en ser rescatado, pero murió en la misma cubierta del Podestá debido al agotamiento. Los 44 sobrevivientes, de una tripulación de 78 hombres, fueron trasladados a Algeciras por el Podestá. Las posteriores tareas de búsqueda y rescate, en las que participó entre otros buques el destructor Císcar, sólo pudieron recuperar varios de los cadáveres, confirmándose la muerte o desaparición de 34 hombres de la tripulación del dragaminas Guadalete.

## Homenajes
Con motivo de los 60 años del hundimiento del Guadalete, los días 24 y 25 de marzo de 2014 se realizaron diversos actos de homenaje en la ciudad de Ceuta. Se contó con la presencia de la patrullera Vencedora (F-36).